# جاكوب مورتون
جاكوب مورتون (بالإنجليزية: Jacob Morton)‏ هو قائد عسكري أمريكي، ولد في 1756، وتوفي في 1837.